# Pseudotumor cerebri
Pseudotumor cerebri (PTC) is een zeldzame aandoening waarbij er sprake is van een verhoogde druk op de hersenen. De ziekte staat ook bekend onder twee andere namen, namelijk benigne intracraniële hypertensie en idiopathische intracraniële hypertensie. Geen van deze termen dekt precies de lading. De ziekte komt het meest voor bij vrouwen in de vruchtbare leeftijd, maar ook mannen en kinderen worden getroffen.

## Uitleg benamingen
Letterlijk betekent pseudotumor cerebri een schijngezwel van de hersenen, omdat de verschijnselen van deze aandoening  erg op een hersentumor lijken maar er bij scans helemaal geen tumor in het hoofd aanwezig blijkt te zijn.
De naam benigne intracraniële hypertensie doet suggereren dat het een onschuldige ziekte is. Deze benaming betekent letterlijk goedaardige drukverhoging in het hoofd. Als de ziekte echter niet behandeld wordt kan iemand blijvend verlies van het gezichtsvermogen ondervinden of zelfs blind worden.
Tot slot dan nog de benaming idiopathische intracraniële hypertensie. Deze benaming gaat wel voor de meeste patiënten op. De term staat voor verhoogde druk in het hoofd door onbekende oorzaak. Er zijn echter wel degelijk een aantal mogelijke oorzaken zoals sinustrombose, adhesieve arachnoiditis, medicijngebruik (met name tetracycline en aanverwante medicijnen).
In Nederland wordt de term pseudotumor cerebri ( PTC) nog zelden gebruikt. Artsen benoemen dit ziektebeeld doorgaans met idiopathische intracraniële hypertensie ( IIH )

## Ziektebeeld
De ruimte rond de hersenen is gevuld met een waterachtige vloeistof, de liquor cerebrospinalis genaamd. Als er een teveel aan deze vloeistof aanwezig is, (bijvoorbeeld als er onvoldoende vloeistof door cellen in de hersenen wordt opgenomen) dan loopt de hersendruk op. Dit komt doordat het schedeldak niet kan uitzetten. Het is deze verhoogde druk die leidt tot de verschijnselen van IIH.
De meest voorkomende klachten bij deze aandoening zijn: hoofdpijn, slechter zien (vlekken zien, dubbelzien), tinnitus, misselijkheid en braken.
Hoofdpijn: hoofdpijn is bijna bij alle patiënten met PTC aanwezig en is meestal het symptoom waarvoor de patiënten medische hulp vragen. De hoofdpijnen waar de patiënten aan lijden zijn meestal ernstig en dagelijks; vaak is het een kloppende pijn. De pijn is anders dan de hoofdpijn van 'vroeger' en kan de patiënt wakker maken uit hun slaap en duurt gewoonlijk uren. Misselijkheid komt vaak voor. De hoofdpijn wordt vaak als de hevigste ooit ervaren. Pijn achter de ogen die verergert bij oogbeweging komt minder vaak voor.
Voorbijgaande visuele verduisteringen en vlekken: dit zijn perioden van kortstondige zichtverduisteringen die gewoonlijk korter dan 30 seconden duren en gevolgd worden door volledig herstel. Ze treden op bij circa 3/4 van de PTC/BIH/IIH patiënten. Het kan één of beide ogen treffen. Dit is niet gerelateerd met de mate waarin PTC aanwezig is of met de zwelling van de oogzenuw.
Tinnitus (pulsatiële intracraniële geluiden): Geluiden synchroon aan de hartslag. Het geluid komt meestal van één kant. Bij patiënten met IIH kan druk op de vena jugularis (= ader die in de hals gelegen is aan beide kanten) het geluid opheffen. De periodieke compressies worden geacht de laminaire bloedstroom om te zetten in een turbulente stroom.
Visusdaling: Het ernstigste probleem is visusverlies. Ongeveer 5% van de patiënten raakt blind aan ten minste één oog. Het gezichtsveld wordt beperkter en wordt gemarkeerd door een grote blinde vlek.
Mensen met IIH kunnen moeilijkheden hebben om te gaan met vroeger geleerde, elke dag voorkomende dingen, bijvoorbeeld het omgaan met geld of met de telefoon. Ze zijn niet in staat de weg te vinden in een voor hen zeer bekende stad: het verkeer is verwarrend, ze hebben moeite met het inschatten van bijvoorbeeld de hoogte van de stoeprand; het oversteken van een weg kan voor deze mensen een echte nachtmerrie zijn.
Mensen met IIH komen heel normaal over, zij krijgen vaak niet de waardering die zij verdienen. IIH kan erg invaliderend voor patiënten zijn.

## Vaststelling van de diagnose
De diagnose van IIH wordt gemaakt door het vastleggen van de typische verschijnselen in combinatie met een hoge liquordruk (dit wordt gemeten tijdens een ruggenprik/lumbale punctie). Het neurologisch onderzoek is normaal behalve de aanwezigheid van gezwollen oogzenuwen, dit wordt papiloedeem genoemd (dit kun je zien door de achterkant van de ogen te onderzoeken). Soms komt dubbelzien voor, veroorzaakt door de beperking van zijdelingse oogbewegingen. De neurologische beelden, zoals een CT- of MRI-scan, zijn over het algemeen normaal.

## Behandeling
Men kan door medicatie het hersenvocht -en daarmee de druk op de hersenen- verminderen. Diamox (acetazolamide) is het meest gebruikte middel. Het is relatief veilig maar bijna alle patiënten hebben last van (onschuldige) tintelingen in de vingers en tenen. Patiënten ervaren ook dat limonade met carbonaat (zoals cola) een metaalachtige smaak hebben. Minder voorkomend zijn nierstenen en veranderingen in het bloed. Een ander geneesmiddel dat ook vaak en effectief gebruikt wordt is Lasix (furosemide).
De chirurgische behandeling die men gewoonlijk uitvoert, is het het omhulsel rondom de oogzenuw verruimen (fenestratie van de oogzenuw) en de lumbale ruimte en de buikholte verbinden. Deze behandeling wordt gedaan als de patiënt niet voldoende reageert op medische behandeling. Fenestratie wordt uitgevoerd door eerst een incisie in de oogkas te maken. De oogbal wordt opzij bewogen en het omhulsel van de oogzenuw wordt blootgelegd. Men maakt dan een insnijding of een groot gat in het omhulsel gemaakt en daarmee kan vloeistof worden gedraineerd, zodat de druk op de oogzenuw daalt. In Nederland wordt deze behandeling bijna niet uitgevoerd.
De tweede chirurgische procedure, lumbo-peritoneale shunting, verlaagt de druk rond de hersenen en de oogzenuw, door een drain in de rug. Er wordt een buis geplaatst in de ruggengraatvloeistofruimte, (de ruimte die men binnengaat tijdens een lumbale punctie) en de buis wordt vanuit hier naar de onderbuik geleid. Dit verlaagt de druk rondom de hersenen en bij de oogzenuw waardoor de symptomen van een verhoogde intracraniële druk verdwijnen. Jammer genoeg zijn deze procedures gecompliceerd door verschillende problemen. De ernstigste complicatie is periodiek last hebben van een verstopte buis waarbij de symptomen terugkomen en soms blindheid kan veroorzaken. Het is dan nodig de operatie te herhalen. Soms krijgen patiënten een ventriculoperitoneale shunt (drain in het hoofd), maar dit is vaak moeilijk aangezien er voor die drain minder plaats is in de hersenkamers, juist door de druk. Door die druk kunnen de hersenen worden "fijngedrukt".